# Vaudemange
Vaudemange è un comune francese di 293 abitanti situato nel dipartimento della Marna nella regione del Grand Est.

## Società

### Evoluzione demografica
Abitanti censiti